# Piloophaz
Piloophaz, né en 1979, est un MC et beatmaker, et producteur indépendant français. Il est à l'origine du label Skyzominus.

## Biographie
Piloophaz est originaire de Saint-Étienne, dans le département de la Loire. Son nom de scène vient du personnage bipolaire des Chroniques de la Lune Noire. Il commence sa carrière musicale en 1997. Il devient membre du collectif La Cinquième Kolonne avec Fisto, Arom, Defré Baccara et DJ O'legg entre 1998 et 2003, notable pour leur album Derrière nos feuilles blanches. Au sein du groupe, Piloophaz rappelle qu'il « parle en son nom et non en celui de [son] possee. »
Après la séparation du groupe, Piloophaz se lance dans l'autoproduction musicale  et collabore avec le groupe de heavy metal Twist (interludes sur Naître, vivre et mourir), celui-ci apparaissant en retour en ghost track sur certains albums. En 2005, il publie son troisième album solo, Nature morte, qui contient 16 chansons. En 2007, il fonde avec Flokon le groupe Golem of Flesh (avec pour noms respectifs Eciton Kahn et Zija d'Arkandes) pour un album-concept athée intitulé Les charpentiers. Dans la même année, il crée le label Skyzominus en référence à Skyzo Starr et sort Skyzominus Arcanes Book 1. En 2008, Piloophaz publie sa compilation Moisson tardives. En 2009, il s'associe avec les rappeurs américains de Mind Mechanics pour la sortie de l'EP Allied Forces.
En 2015, il participe à la compilation Du bon son vol. 2 avec la production de la chanson R.A.T.M. de Loco Rodriguez.

## Discographie

### Albums
- 1998 : Pile ou Face (démo)
- 2000 : Noyau dur
- 2001 : Hymne à la folie (maxi)
- 2005 : Nature morte
- 2007 : B-Side 1998/2008 (rétrospection sur faces B)
- 2008 : Moisson tardives (compilation)
- 2012 : Piloophaz

### Albums collaboratifs
- 1999 : Mikrophage (mixtape ; avec Cinquième Kolonne)
- 2001 : État des lieux (démo ; avec Cinquième Kolonne)
- 2003 : Derrière nos feuilles blanches (album ; avec Cinquième Kolonne)
- non daté : Archives (avec Cinquième Kolonne)

### Autres projets
- 2002 : La source Furieuse (compilation locale)
- 2005 : Hip-Hop Warriors vol.1 (mixtape)
- 2006 : Hip-Hop Warriors vol.2 (mixtape)
- 2007 : Les Charpentiers (album de Golem of Flesh)
- 2007 : Skyzominus Arcanes Book 1 (instrumentaux)
- 2007 : Combinaisons vol.1 (compilation de featurings)
- 2008 : Furilla Reemiqcx de Tchad Unpoe (instrumentals et inerludes)
- 2008 : Combinaisons vol.2 (compilation de featurings)
- 2008 : Bench Beats vol.1 (Instrumentaux inutilisés)
- 2009 : Bench Beats vol.2 (Instrumentaux inutilisés)
- 2009 : Bench Beats vol.3 (Instrumentaux inutilisés)
- 2009 : Les Sans Noms (duos avec Arcane XVII)
- 2009 : Combinaisons vol.3 (compilation de featurings)
- 2009 : Allied Forces (maxi avec Mind Mecanics)
- 2011 : Skyzominus Arcanes Book 2 (instrumentaux)